# Beth Koigi
Beth Koigi est une entrepreneure kényane.
Elle est l'une des fondatrices de l'entreprise Majik Water qui s'efforce de recueillir l'eau potable dans l'air pour desservir les communautés n'ayant pas accès à l'eau potable.

## Biographie
Beth Koigi grandit à Kimende (en) dans le comté de Kiambu au Kenya.
Lorsqu'elle est étudiante en 2012 en première année de gestion de projet à l'université de Chuka (en), elle s'intéresse à la filtration de l'eau en raison de la faible qualité de l'eau présente dans son dortoir qui posait des problèmes sanitaires,,. Avec l'aide de son père et de son frère, elle crée son propre filtre à eau qu'elle distribue sur le campus. En cinq années, ce sont plus de 5 000 filtres qui sont distribués.
En 2016, elle participe au programme Global Solutions de la Singularity University aux États-Unis. Elle rencontre l'économiste Clare Sewell et la scientifique environnementale Anastasia Kaschenko, avec qui elle cofonde en 2017 l'entreprise Majik Water (« majik » signifiant « récolte d'eau » en swahili) qui a pour objectif de récupérer l'eau contenue dans l'air à partir de l'énergie solaire afin de donner accès à une eau propre et salubre aux populations isolées,,. Le système s'adresse aux ménages, entreprises et services publics tels que les hôpitaux.
Son entreprise Majik Water remporte la première édition du prix EDF Pulse Africa en 2017 et figure dans les finalistes de l'Africa Prize for Engineering Innovation en 2019,. L'horloger Rolex la désigne comme l'une des cinq lauréates des Rolex Awards for Enterprise en 2023.